# Wacław Chowaniec
Wacław Chowaniec (ur. 28 września 1897 w Stanisławowie, zm. 11 marca 1985 w Krakowie) – polski prawnik, w II RP prezydent Stanisławowa, poseł na Sejm III kadencji i bankowiec.

## Życiorys
Urodził się 28 września 1897 w Stanisławowie. Był synem Stanisława (1862-1910, właściciel drukarni w Stanisławowie) i Sabiny. Był bratem Tadeusza (1897-1940, ofiara zbrodni katyńskiej, zamordowany z tzw. Ukraińskiej Liście Katyńskiej), Władysława inżyniera i profesora Politechniki Wrocławskiej (współwłaściciel drukarni w Stanisławowie od 1922 do 1939), Czesława (1899-1968, historyk, bibliotekarz).
Studiował prawo na Wydziale Prawa Uniwersytetu Lwowskiego oraz ekonomię w Wiedniu. Po ojcu kierował drukarnią w Stanisławowie. Od 1924 do 1935 był prezydentem Stanisławowa. Został wybrany z listy nr 1 w okręgu wyborczym nr 53 Stanisławów posłem na Sejm RP III kadencji (1930-1935). Należał do sejmowych Komisji Administracji oraz Komisji Robót Publicznych. Zasiadał w klubie Bezpartyjnego Bloku Współpracy z Rządem. Od 1935 do 1939 pełnił stanowisko naczelnego dyrektora Banku Hipotecznego we Lwowie. Od 1940 do 1949 był dyrektorem Banku Hipotecznego w Krakowie. Udzielał się jako biegły sądowy w sprawach finansowych Sądu Wojewódzkiego w Krakowie.
Zmarł 11 marca 1985 w Krakowie. Został pochowany na cmentarzu Rakowickim w Krakowie. Był żonaty z Janiną z domu Piasecką, z którą miał syna i córkę (pas 5, wsch.).

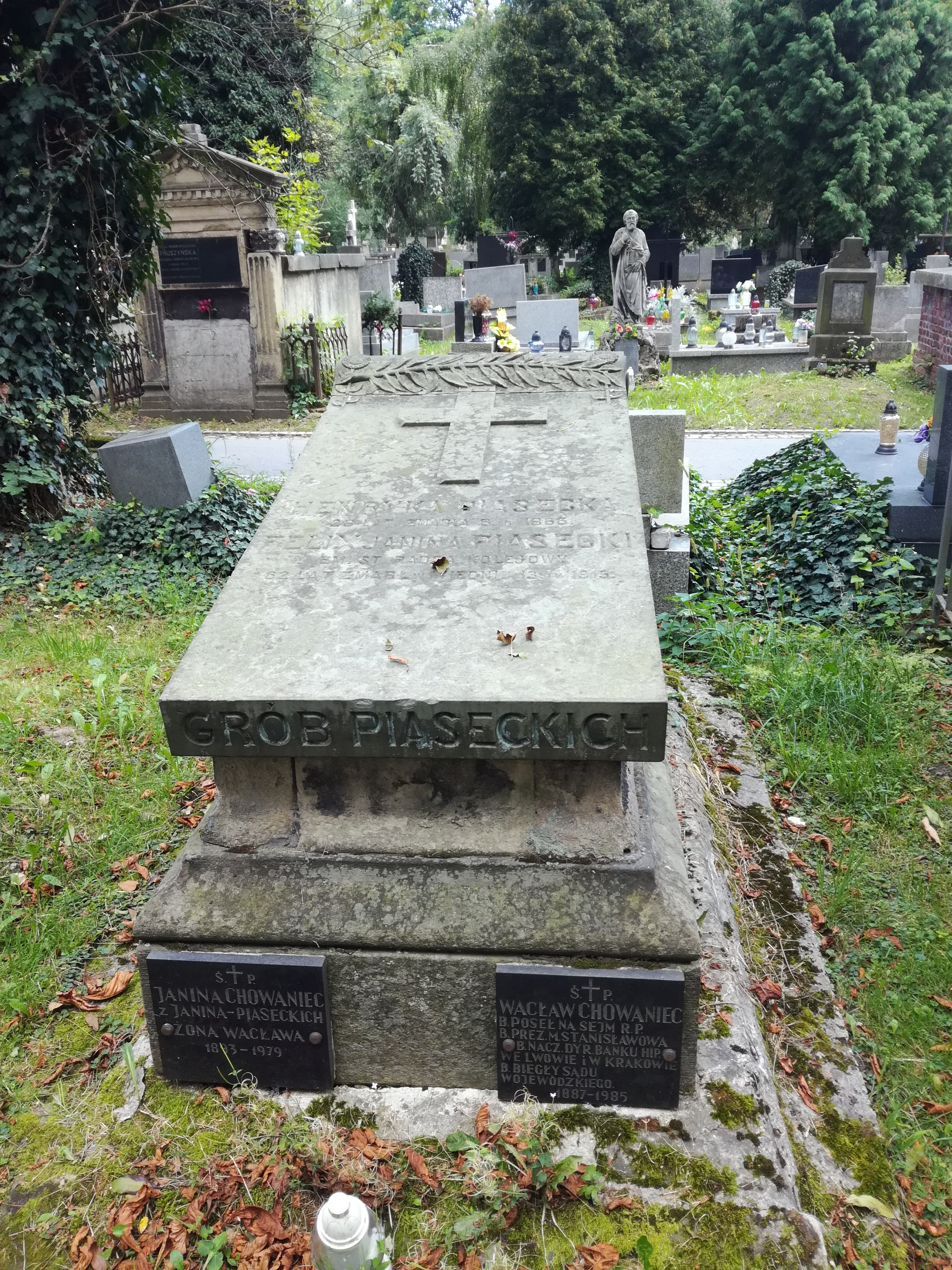
Grób Wacława Chowańca na cmentarzu Rakowickim

## Odznaczenia
- Order Odrodzenia Polski (przed 1939)
- inne odznaczenia (przed 1939)[1]